# Amphinemura rai
Amphinemura rai är en bäcksländeart som beskrevs av Ham och Lee 1999. Amphinemura rai ingår i släktet Amphinemura och familjen kryssbäcksländor. Inga underarter finns listade i Catalogue of Life.